# 舍什沙漠
舍什沙漠（阿拉伯语：‎）是位於阿尔及利亚西南部和马里北部的大型戈壁。它是撒哈拉沙漠中几乎无人居住的一部分，这是一个荒凉的沙漠地区，夏季漫长而炎热，冬季短暂而温暖。舍什沙漠是一片广阔的沙地，包括复杂的线性和星形沙丘。 舍什沙漠的平均海拔仅在300米以上，略低于北面相邻的伊吉迪沙漠 。      